# 熊敦朴
熊敦朴（1544年—？），字茂初，號陸海，四川敘州府富順縣人，民籍，明朝政治人物。

## 生平
父熊過為嘉靖八才子之一。隆慶元年（1567年）丁卯科四川鄉試第十七名舉人，五年（1571年）中式辛未科會試第三百九十三名，二甲第六十四名進士。選庶吉士，萬曆元年（1573年）官兵部车驾司主事。七月，禮部主事宋儒與熊敦朴不和，誣陷其欲彈劾權臣張居正，事發，被兵部尚書谭纶弹劾，降为两浙运判。三年升常德府通判，四年调江西都司经历，丁憂歸。十一年复除河南，升湖州府通判，十二年升刑部主事，十三年与工部员外郎周夢暘一同主考貴州乡试，升刑部广西司署员外郎事员外郎，十四年十二月升福建佥事，再升本省参议，十七年调簡。

## 家族
曾祖熊仕廉；祖父熊載；父熊過，母翁氏（封安人）；前母黃氏（贈安人）。

## 軼事
《雪濤諧史》有熊敦朴妙答張居正之軼事。